# Volkswagen Type 4
 Ikke at forveksle med Volkswagen T4.
Volkswagen Type 4 var en bilmodel fra Volkswagen introduceret i august 1968. Modellen var en helt ny bil fra Volkswagen. Motoren sad stadigvæk bagi og var luftkølet, men Type 4 havde selvbærende karrosseri og ingen chassisramme som tidligere modeller havde haft. Modellen havde store karrosserioverhæng. Akselafstanden på 250 cm var kun 10 cm længere end Type 1s. Bilen fandtes med 2 eller 4 døre med en motor på 1,7 liter med 68 hk.

## Modelhistorie
Modellen Volkswagen 411 L kom i 1969 og havde 2 Solex-karburatorer, som leverede brændstof til den 1,7-liters luftkølede boksermotor. I 1970 fik den elektronisk styret benzinindsprøjtning (411 E) hvilket øgede effekten til 80 mod før 68 hk. Modellen fik løbende mindre kosmetiske modifikationer, bl.a. fik modellen 4 forlygter i 1970. I august 1972 kom modellen 412 E med kosmetiske modifikationer. Bilen kom også som Variant-model med 2 døre, og også med 3-trins Borg-Warner automatisk gearkasse.
I 1973 introduceredes den mere moderne, forhjulstrukne Volkswagen Passat, og 1 år senere, i maj 1974, indstilledes produktionen af Type 4.
Fra 1969 til 1974 blev der totalt fabrikeret 367.728 Type 4-biler.

## Trivia
Første (1969, type 411) og sidste (1974, type 412) modelår havde 2 Solex-karburatorer, i stedet for de mellemliggende modelårs benzinindsprøjtning.